# Друль Ганна Йосипівна
Ганна Йосипівна Друль (нар. 22 вересня 1960, Червоноград, нині Шептицький, Львівська область) — українська художниця декоративної кераміки. Член Національної спілки художників України (1993), Міжнародної академії кераміки (2019).

## Життєпис
Ганна Друль народилася 22 вересня 1960 року в місті Червонограді (нині Шептицький) на Львівщині.
1979 року закінчила Львівське училище прикладного мистецтва імені Івана Труша, 1984-го — Львівський інститут прикладного та декоративного мистецтва (педагоги з фаху Карло Звіринський, Петро Маркович, Еммануїл Мисько). Від 1987 працювала на Львівській експериментальній кераміко-скульптурній фабриці. У 1998–2001 роках очолювала секції кераміки Львівської організації Національної спілки художників України. Нині на творчій роботі.
Від 1987 року представляла свої роботи на всеукраїнських та міжнародних виставках. Персональні відбулися у містах Львові (1989, 2000, 2006, 2013, 2015 (спільно з Іриною Марко), 2020, 2022), Кракові (1996, 2003–2004), Чернівцях (2014), Одесі (2016). У доробку мисткині є декоративні композиції, пласти та скульптури. Окремі роботи зберігаються у фондах Національного музею-заповідника українського гончарства (с-ще Опішня), Музею кераміки в м. Болеславцю (Польща), музеях Мюнхена (Німеччина), Кракова, Вроцлава (Польща), Торонто (Канада) та приватних колекціях.
Серед важливих творів:
- декоративні композиції — «Натовп» (1987), «Країна дурнів», «Діалог» (обидві — 1990), «Чоловічі забави», «Жадоба жертви», «Спадкоємець», «Галицькі жінки» (усі — 1998), «Хто дванадцятий?» (1999), «Вічність» (2000), «Неспішність» (2002), «Дотик» (2004), «Адам і Єва» (2005), «Час сирен» (2006);
- серії декоративних пластів — «Стадний інстинкт» (1999), «Гонитва за вітром» (2000), «Діалоги», «Буття» (обидві — 2006).

## Нагороди
- Львівська обласна премія імені Зеновія Флінти (1988),
- гранпрі Всеукраїнського симпозіуму кераміки (с-ще Опішня, Полтавська область, 1999),
- 1-ша премія Всеукраїнського симпозіуму художньої кераміки (м. Слов'янськ, Донецька область, 2005),
- стипендіатка премії «Гауде Полонія» Міністерства культури та національної спадщини Польщі[9].